# Alla Rakha
Alla Rakha, anche riportato Allah Rakha, originariamente Allarakha Qureshi Khansaheb e anche conosciuto come Alla Rakha Qureshi (Kashmir e Jammu, 29 aprile 1919 – Mumbai, 3 febbraio 2000), è stato un musicista indiano.
Celebre suonatore di tabla, Rakha ha contribuito a rendere popolare tale strumento al di fuori dell'India.

## Biografia
Alla Rakha è nato a Ghagwal, località nello stato principesco del Kashmir e Jammu (India britannica). Ha iniziato a suonare le tabla all'età di 12 anni, mentre viveva con lo zio a Gurdaspur. Dopo essere scappato di casa ancora molto giovane, è divenuto allievo del maestro di tabla Mian Kader Baksh studiando anche canto e musica classica indiana. Nel 1936 ha accettato di lavorare per l'emittente radiofonica All India Radio. Negli anni quaranta ha lavorato come musicista di supporto per le colonne sonore e come direttore d'orchestra. Rakha ha raggiunto la fama mondiale negli anni sessanta suonando assieme a Ravi Shankar e particolarmente celebre è stata l'esibizione dei due musicisti al Festival di Monterey del 1967. Due anni più tardi ha partecipato, sempre con Shankar, al festival di Woodstock. Mickey Hart dei Grateful Dead lo ha definito "l'Einstein del ritmo". Il primo agosto del 1971 ha preso parte al Concert for Bangladesh assieme a vari nomi noti del panorama rock, fra cui George Harrison, Bob Dylan ed Eric Clapton. Rakha ha ricevuto il Padma Shri nel 1977 e il Sangeet Natak Akademi Award nel 1982. Oltre ai sopracitati, Rakha ha collaborato con molti artisti di musica indiana fra cui Ali Akbar Khan, Vasant Rai e Aashish Khan. Alla Rakha è morto il 3 febbraio 2000 nella sua residenza a Mumbai per un attacco cardiaco.

## Vita privata
Alla Rakha era madrelingua dogri. Era sposato con Bavi Begum e il loro matrimonio ha portato alla nascita di cinque figli, i cui maschi, ovvero Zakir Hussain, Fazal Qureshi e Taufiq Qureshi, sono divenuti anch'essi musicisti.

## Discografia parziale

### Da solista
- 1969 – Tabla
- 1971 – Indian Drums
- 1977 – Tabla Solo

### Con Ravi Shankar
- 1959 – Music of India - Rāgas and Tālas
- 1966 – Sound of the Sitar
- 1968 – A Sitar Recital
- 1979 – Ragas Hameer & Gara
- 1980 – Raga Jogeshwari